# Erster Mai in Kreuzberg

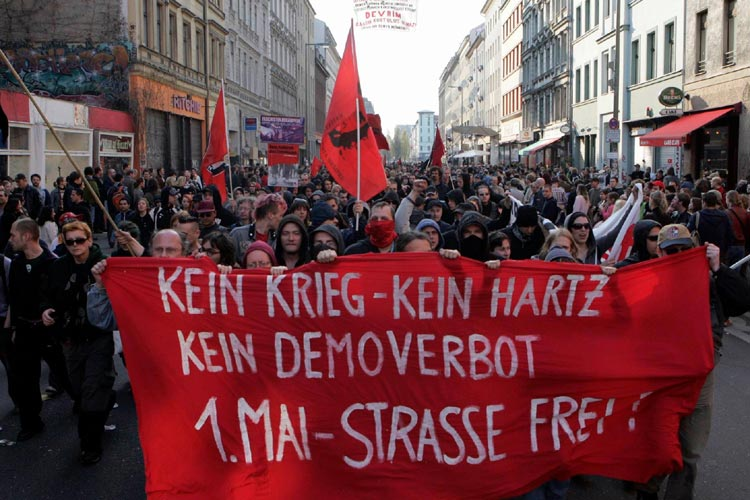
Nicht angemeldete Demonstration am 1. Mai 2006 in Berlin-Kreuzberg

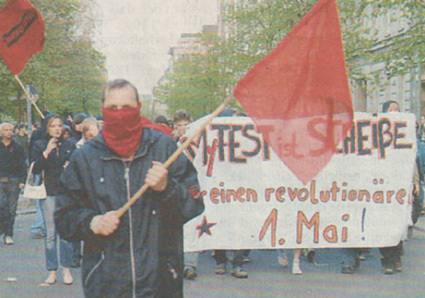
Gegner von Myfest auf einer nicht angemeldeten Demonstration am 1. Mai 2006 in Berlin-Kreuzberg

Der Erste Mai in Kreuzberg bezeichnet die durch linke und linksradikale Gruppen organisierten Straßenfeste und Demonstrationen am 1. Mai, dem Tag der Arbeit, in Berlin-Kreuzberg. Speziell bezieht sich der Begriff auf den 1. Mai 1987, als in Kreuzberg bis dahin ungekannte schwere Unruhen ausbrachen und sich die Berliner Polizei für mehrere Stunden vollständig aus SO 36, dem östlichen Teil Kreuzbergs, zurückziehen musste. Seitdem führten Autonome und Antifa-Gruppen fast jedes Jahr eine oder mehrere sogenannte Revolutionäre 1.-Mai-Demonstrationen durch.

## Vorgeschichte
Schon vor 1987 war Kreuzberg für Straßenschlachten zwischen Hausbesetzern oder Autonomen und der Polizei bekannt. Insbesondere SO 36 war ein Schwerpunkt der autonomen Hausbesetzer- und Punk-Bewegung in Berlin. Am Tag der Arbeit, der häufig als weltweiter Kampftag der Arbeiterklasse bezeichnet wird, fand traditionell auf dem Lausitzer Platz ein jährliches Straßenfest statt, das unter anderem von Autonomen, der Alternativen Liste (AL) und der Sozialistischen Einheitspartei Westberlins (SEW) organisiert wurde. Auch in einigen Jahren vor 1987 kam es am Rande des Straßenfestes zu kleineren Ausschreitungen, Demonstrationen und anderen politischen Aktionen. Diese waren allerdings für damalige Kreuzberger Verhältnisse eher normal und wurden von der Öffentlichkeit kaum wahrgenommen.
Neben diesen Aktivitäten aus Reihen der Neuen sozialen Bewegungen organisierte der DGB die traditionelle, große Erste-Mai-Demonstration in West-Berlin. An dieser beteiligten sich in den Jahren 1986 und 1987 ein sogenannter Betroffenenblock bzw. Revolutionärer Block, der die offizielle Politik der DGB-Spitze ablehnte. Er setzte sich hauptsächlich aus Personen der Neuen sozialen Bewegungen zusammen und kam auf über tausend Teilnehmer. Unter anderem wegen dessen Ablehnung der offiziellen Politik des DGB kam es in den beiden Jahren zu Polizeieinsätzen gegen den Betroffenenblock, die von den Rednern des DGB begrüßt wurden.

## Erster Mai 1987
Der Erste Mai 1987 in Kreuzberg ist ein historisches Ereignis und wurde durch die internationale Presse weltweit bekannt. Es zog die Aufmerksamkeit einer großen Öffentlichkeit auf den Bezirk, insbesondere Kreuzberg 36.

### Vorgeschichte des 1. Mai 1987
Die linke Szene Berlins war 1987 durch den Volkszählungsboykott (VoBo) beherrscht, eine Kampagne gegen die Volkszählung und ein Aufruf zu deren Boykott. Das Zentrum dieses Widerstands und der linken Szene allgemein war der Mehringhof (in Kreuzberg 61), in dem sich unter anderem das VoBo-Büro befand. Am 1. Mai 1987 wurden dieses Büro und weitere Räume des Mehringshofs mit der Begründung Gefahr im Verzug um 4:45 Uhr von der Polizei aufgebrochen und durchsucht.
Die Stimmung in Berlin war bereits aufgrund der als repressiv empfundenen Maßnahmen des CDU-geführten Senats und der Vorbereitungen zur 750-Jahr-Feier Berlins angespannt.

### Die Ausschreitungen

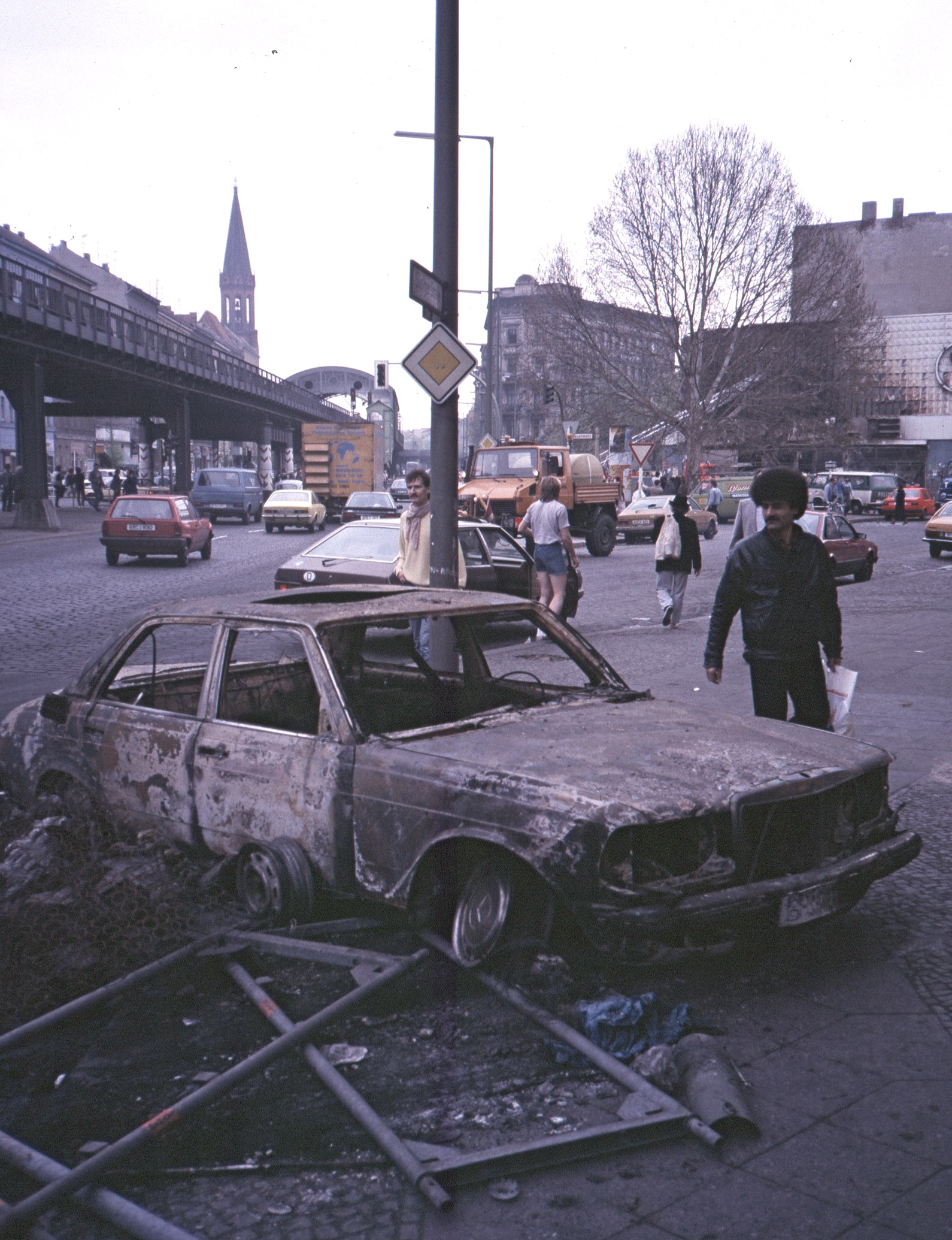
Skalitzer Straße mit ausgebranntem Bolle-Supermarkt, 2. Mai 1987

Das traditionelle Straßenfest verlief zunächst friedlich, allerdings war die Stimmung innerhalb der linken Szene auf Grund der Durchsuchung des VoBo-Büros gereizt. Außerdem war es bereits zu Polizeieinsätzen gegen den „Betroffenenblock“ bei der Ersten-Mai-Demonstration des DGB gekommen. Unter anderem deswegen hatte dieser unter Protesten die Demonstration des DGB verlassen und sich dem Straßenfest angeschlossen.
Gegen 16 Uhr wurde von Autonomen in unmittelbarer Nähe zum Straßenfest ein Streifenwagen in Abwesenheit der Beamten umgeworfen, und gegen Abend wurden zwei Bauwagen auf die Straße geschoben. Derweil vergnügten sich die meisten Besucher davon nichtsahnend auf dem Straßenfest. Die Polizei reagierte auf die vereinzelten Störungen und löste das Fest schließlich unter Schlagstock- und Tränengaseinsatz auf. Daraufhin errichteten Besucher des Straßenfestes Barrikaden auf mehreren angrenzenden Straßen. Die Polizei zog sich gegen 23 Uhr bis zum frühen Morgen aus dem Gebiet um die Skalitzer Straße zurück.
Obwohl der BVG-Verkehr nach SO 36 eingestellt und weiträumige Straßensperren errichtet wurden, gelangten den ganzen Abend weitere Personen nach Kreuzberg. Unter anderem wegen der Live-Berichterstattung des linken Radiosenders Radio 100 wurden viele Sympathisanten der linksradikalen Szene mobilisiert, aber auch viele Schaulustige begaben sich in das Gebiet.
Im gesamten Gebiet wurden Barrikaden – u. a. aus Baufahrzeugen und parkenden Autos – errichtet und angezündet. An jeder Ecke der Oranienstraße brannten große Barrikaden, die von Steine werfenden Personen verteidigt wurden. Auch Molotowcocktails und Zwillen kamen dabei zum Einsatz. Löschfahrzeuge der Berliner Feuerwehr, die die Brände löschen wollten, wurden angegriffen. Bei einem dieser Zwischenfälle floh die Besatzung eines Feuerwehrfahrzeugs, welches daraufhin ebenfalls angezündet wurde und ausbrannte.
Über 30 Geschäfte wurden geplündert, darunter neben Filialen großer Einkaufsketten auch kleine Einzelhändler. Die Plünderung einer Filiale der Berliner Supermarktkette Bolle am U-Bahnhof Görlitzer Bahnhof erregte besondere Aufmerksamkeit. Im Anschluss an die Plünderung wurde der Supermarkt Bolle angezündet, brannte komplett nieder und stürzte ein. Es bestand allerdings laut Angaben der Feuerwehr keine Gefährdung der umliegenden Wohnhäuser. Erst Jahre später wurde bekannt, dass der Supermarkt nicht von Mitgliedern der autonomen Szene, sondern von einem Pyromanen angezündet wurde, der nach eigenen Aussagen von den Ausschreitungen nichts mitbekommen hatte und nur zufällig nach der Plünderung an dem aufgebrochenen Supermarkt vorbeigekommen war.
Der U-Bahnhof Görlitzer Bahnhof, ein Zentrum der Unruhen, wurde angezündet. Auf die damals noch gusseisernen Streben der Hochbahn trommelten stundenlang hunderte Menschen, um Lärm zu erzeugen. Der Bahnhof musste auf Grund der Beschädigungen für mehrere Wochen geschlossen werden.

### Beendigung der Ausschreitungen durch die Polizei
Die Beendigung der Ausschreitungen durch die Polizei wurde durch zwei Faktoren begünstigt: Alkohol und Müdigkeit. Durch die Plünderungen der Getränkeregale waren viele Akteure volltrunken. Zwischen zwei und drei Uhr nachts am 2. Mai 1987 startete die Polizei einen Gegenangriff. Unter Einsatz von Wasserwerfern und Räumfahrzeugen rückte sie gegen die brennenden Barrikaden und die noch verbliebenen Personen vor. Das durch seine Weitläufigkeit für die Autonomen schwierig zu haltende Gebiet des Kottbusser Tors konnte ebenso befriedet werden wie die Adalbert- und die Oranienstraße. Auch der Widerstand am Görlitzer Bahnhof und dem Lausitzer Platz brach allmählich zusammen.
Über hundert Personen wurden verletzt und 47 Personen festgenommen. Darunter befand sich auch Norbert Kubat, der sich in der Nacht vom 25. auf den 26. Mai im Gefängnis das Leben nahm, nachdem er am Morgen des 2. Mai beim Trampen auf der Skalitzer Straße von Zivilfahndern mitgenommen und in Untersuchungshaft genommen worden war. Als Reaktion auf den Suizid gab es noch in der Nacht einen Brandanschlag auf die Bilka-Filiale an der Kottbusser Brücke, und am 28. Mai fand ein Trauermarsch mit ungefähr 1.500 Teilnehmern statt.

### Reaktionen
Als staatliche Reaktion auf die Ausschreitungen wurde die Spezialeinheit Einheit für besondere Lagen und einsatzbezogenes Training (EbLT) der Berliner Polizei aufgestellt. Diese erhielt eine besondere Ausstattung für den Straßenkampf, um bei gewalttätigen demonstrativen Aktionen „beweissichernde Festnahmen“ vornehmen und im Zentrum des Geschehens offensiv handeln zu können. Allerdings stand diese nach wenigen Einsätzen stark in der Kritik. Ihr wurden sowohl aus dem politisch alternativen Spektrum, der Medienöffentlichkeit, als auch staatlicher Institutionen unverhältnismäßige Einsätze gegen Demonstrationsteilnehmer vorgeworfen. Daraufhin wurde sie im Januar 1989 aufgelöst.
Innerhalb der autonomen Bewegung war die Interpretation der Ereignisse umstritten: „Die Einschätzungen schwankten zwischen der Begeisterung, die Polizei so lange aus dem Kiez herausgehalten zu haben und über die Tatsache, daß sich so viele Menschen an der Revolte beteiligt haben, und der Meinung, es seien völlig entpolitisierte Aktionen gewesen.“ Es wurden Alkoholmissbrauch, sexistische Anmache, Plünderung kleinerer Geschäfte und die Gefährdung anderer Personen kritisiert. „Während einige Autonome die Revolte im großen und ganzen billigten und die negativen Erscheinungen damit erklärten, daß sich die Menschen mit ihrer ganzen Sozialisation nicht über Nacht ändern könnten und die Subjektivität der Menschen in der Revolte Ausdruck des gesellschaftlichen Zustands sei, schätzten andere die Revolte als ‚Aufstand der Arschlöcher‘ ohne jeglichen politischen Hintergrund ein.“

## Erster Mai 1988
Aufgrund der negativen Erfahrungen mit einem „Revolutionären Block“ innerhalb der Ersten-Mai-Demonstration des DGB und der positiven Erfahrungen einer Mobilisierung innerhalb des „eigenen Kiezes“ wurde 1988 von Mitgliedern der autonomen Bewegung eine sowohl räumlich als auch politisch eigenständige sogenannte Revolutionäre 1.-Mai-Demonstration durch die Bezirke Kreuzberg und Neukölln organisiert. Unter dem Motto Heraus zum revolutionären 1. Mai sowie dem Zitat Rosa Luxemburgs „Die Revolution ist großartig, alles andere ist Quark“ konnten trotz polizeilicher Gegenmaßnahmen im Vorfeld über 6000 Menschen mobilisiert werden. Während die Demonstration friedlich verlief, kam es nach Ende des Straßenfestes auf dem Lausitzer Platz zu Zusammenstößen zwischen Polizei und Demonstranten. Im Nachhinein gab es massive Kritik gegen die eingesetzte Polizei, insbesondere gegen die EbLT, der unverhältnismäßige Gewalt vorgeworfen wurde. Dabei wurde unter anderem darauf verwiesen, dass drei Polizeiführer, die den Einsatz beobachtet haben, selbst Opfer von Übergriffen durch Polizeivollzugsbeamte wurden und leichte Verletzungen davontrugen. Die Ausschreitungen sollen noch stärker als 1987 durch Jugendliche, Touristen und Betrunkene und nicht durch Autonome bestimmt worden sein.

## Erster Mai 1989
Im Jahr 1989 versuchte der erste rot-grüne Senat in Berlin, den 1. Mai durch politische und polizeiliche Zurückhaltung zu entschärfen. Sowohl die umstrittene EbLT als auch die politische Abteilung der Staatsanwaltschaft waren im Vorfeld aufgelöst worden. Allerdings war die Stimmung innerhalb der linksradikalen Bewegung durch den Hungerstreik der Gefangenen der RAF und die Festnahme zweier Berliner wegen des Vorwurfs der Mitgliedschaft in der militanten Frauengruppe Die Amazonen aufgeheizt. Außerdem wurde eine grundsätzliche Ablehnung eines „rot-grün verwalteten Staatsapparates“ betont. Bereits in der Nacht zum ersten Mai wurden ein Gebäude in der Oranienstraße 192 besetzt und zwei Geschäfte geplündert. Dabei kam es zu Wasserwerfer-Einsätzen der Polizei sowie 16 Festnahmen. Die Polizei erklärte allerdings, das besetzte Haus vorerst nicht zu räumen. An der Revolutionären 1.-Mai-Demonstration am nächsten Tag nahmen etwa 10.000 Menschen teil. Die Polizei verhielt sich während der Demonstration sehr zurückhaltend. Selbst nachdem aus der Demonstration heraus mehrere Erotikshops zerstört, ein Supermarkt geplündert, ein Müllcontainer angezündet und ein weiteres Kaufhaus geplündert wurden, beschränkte sich die Polizei auf ein massives Spalier.
Nachdem die Demonstration beendet war und die Teilnehmer sich in großer Zahl zum Straßenfest auf dem Lausitzer Platz bewegten, kam es auch dort zu Zusammenstößen. Zunächst hielt sich die Polizei zurück und bat nur per Lautsprecheransage, den Bewurf mit Steinen einzustellen, räumte dann allerdings das Straßenfest unter Einsatz von Tränengas und Wasserwerfern. Die Intensität der sich anschließenden Randale überstieg selbst die des 1. Mai 1987. Schätzungen sprachen im Anschluss von über 1500 Personen, die sich an den Ausschreitungen beteiligt haben sollen. Zeitweise waren selbst größere Polizeieinheiten eingeschlossen, die sich gezwungen sahen, selber mit Steinen zu werfen, da sie sonst, nach eigener Aussage, nur noch hätten schießen können. Im Gegensatz zu den beiden Vorjahren richtete sich die Gewalt kaum gegen Geschäfte, sondern gezielt gegen die Polizei. Von den 1600 eingesetzten Polizisten wurden 346 verletzt. Der Sachschaden wurde auf 1,5 Millionen DM geschätzt. Allein der Schaden an 154 Fahrzeugen der Polizei betrug 530.000 DM. Am nächsten Tag titelte die B.Z.: „Beirut??? Nein, das ist Berlin!“
Innerhalb der autonomen Bewegung wurden die Ereignisse im Anschluss kontrovers diskutiert und zum Teil auch kritisiert. Thematisiert wurden der Bruch zu liberaleren Linken, der Sinn der Ausschreitungen und die Frage, ob diese noch politisch steuerbar seien oder ob es sich allein um sich austobende „Männergewalt“ handle. Am 10. Mai organisierte die Gewerkschaft der Polizei eine Demonstration gegen Innensenator Erich Pätzolds Strategie der Deeskalation und die Gewalt am 1. Mai. Später wurde vermutet, dass vor allem der den Republikanern nahestehende leitende Polizeidirektor Heinz Ernst bewusst nachlässig gehandelt hatte, um Pätzold und seine Deeskalationsstrategie zu diskreditieren.

## Erster Mai 1990
Der 1. Mai 1990 war durch die Wiedervereinigung der beiden deutschen Staaten und den dabei aufkommenden Nationalismus gekennzeichnet. Davon zeugte auch das Motto der Revolutionären 1. Mai-Demonstration: „Lieber raus auf die Straße als heim ins Reich!“ Gleichzeitig lasteten die Ereignisse des Jahres 1989 als Hypothek auf den Vorbereitungen. Im Vorfeld gab es in den Medien negative Berichterstattung gegen die linksradikale Szene. Die linke Bewegung versuchte mit einer engen Koordination zwischen der Organisation des Straßenfestes und der Demonstration sowie politischen Aktionstagen im Vorfeld dieser Situation zu begegnen.
An der Demonstration nahmen etwa 12.000 Menschen teil. Zusätzlich fand eine weitere Demonstration in Ost-Berlin mit 2.000 Teilnehmern statt. Im Gegensatz zu 1989 verlief die Demonstration weitgehend friedlich. In Berlin-Neukölln wurden allerdings mehrere Personen verletzt, als die Demonstration aus einem Wohnhaus heraus mit einem Luftgewehr beschossen wurde. Obwohl das Straßenfest verboten war, verlief auch dieses friedlich. Trotz oder gerade wegen des massiven Auftretens der Polizei, die 3800 Beamte im Einsatz hatte, kam es erst am Abend zu nennenswerten Zusammenstößen. Diese waren in ihrer Intensität und Dauer allerdings nicht mit denen der vorherigen Jahre vergleichbar. Die Beteiligung lag mit geschätzten 500 Personen deutlich unter der des Vorjahres. Während Innensenator Pätzold den verhältnismäßig friedlichen Verlauf seinem Konzept der „Deeskalation und Präsenz“ zugute schrieb, wurde durch die autonome Szene im Verhalten der Polizei erst der Auslöser für die Ausschreitungen gesehen. Wie bereits in den Vorjahren wurde eine unverhältnismäßige Gewalt der Polizei kritisiert. Für einen Übergriff von Polizisten gegen zwei Pressefotografen und ein Kamerateam des SFB musste sich Innensenator Erich Pätzold öffentlich entschuldigen. Unter anderem vom AStA der Technischen Universität wurden die Medien auf Grund ihrer Berichterstattung im Vorfeld des 1. Mai für die Schüsse auf die Demonstration mitverantwortlich gemacht. Hierbei wurden Parallelen zum Mord an Rudi Dutschke gezogen. Die Autonomen bewerteten den Tag als Erfolg, da sowohl die Demonstration als auch das Straßenfest durchgesetzt werden konnten und die Anzahl der Demonstranten weiter gestiegen war.

## 1990er Jahre

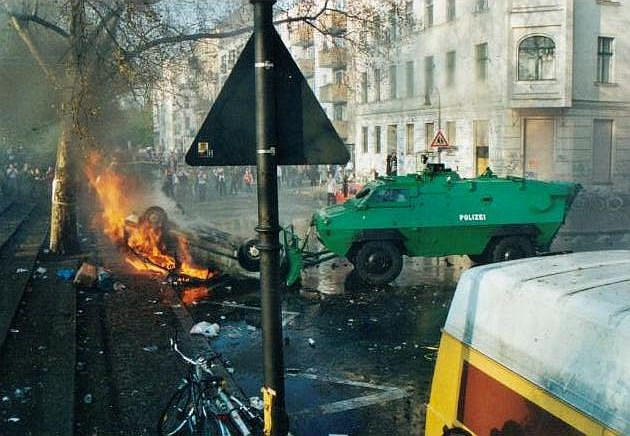
1. Mai 2001 in Kreuzberg am Mariannenplatz

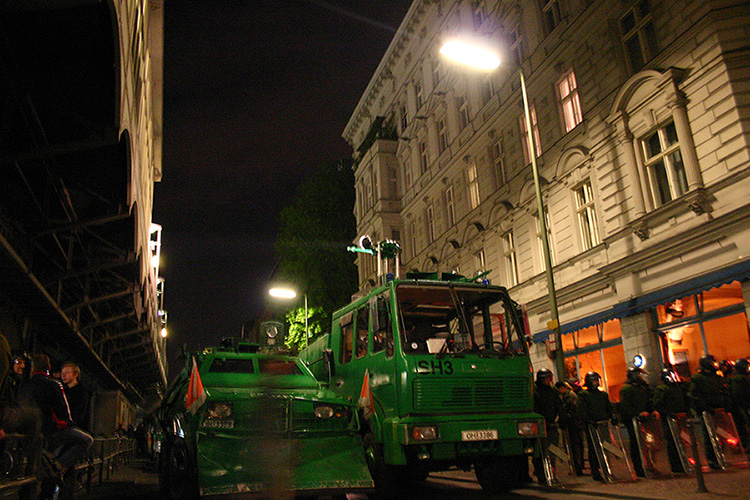
Polizeipräsenz am U-Bahnhof Görlitzer Bahnhof, 1. Mai 2004

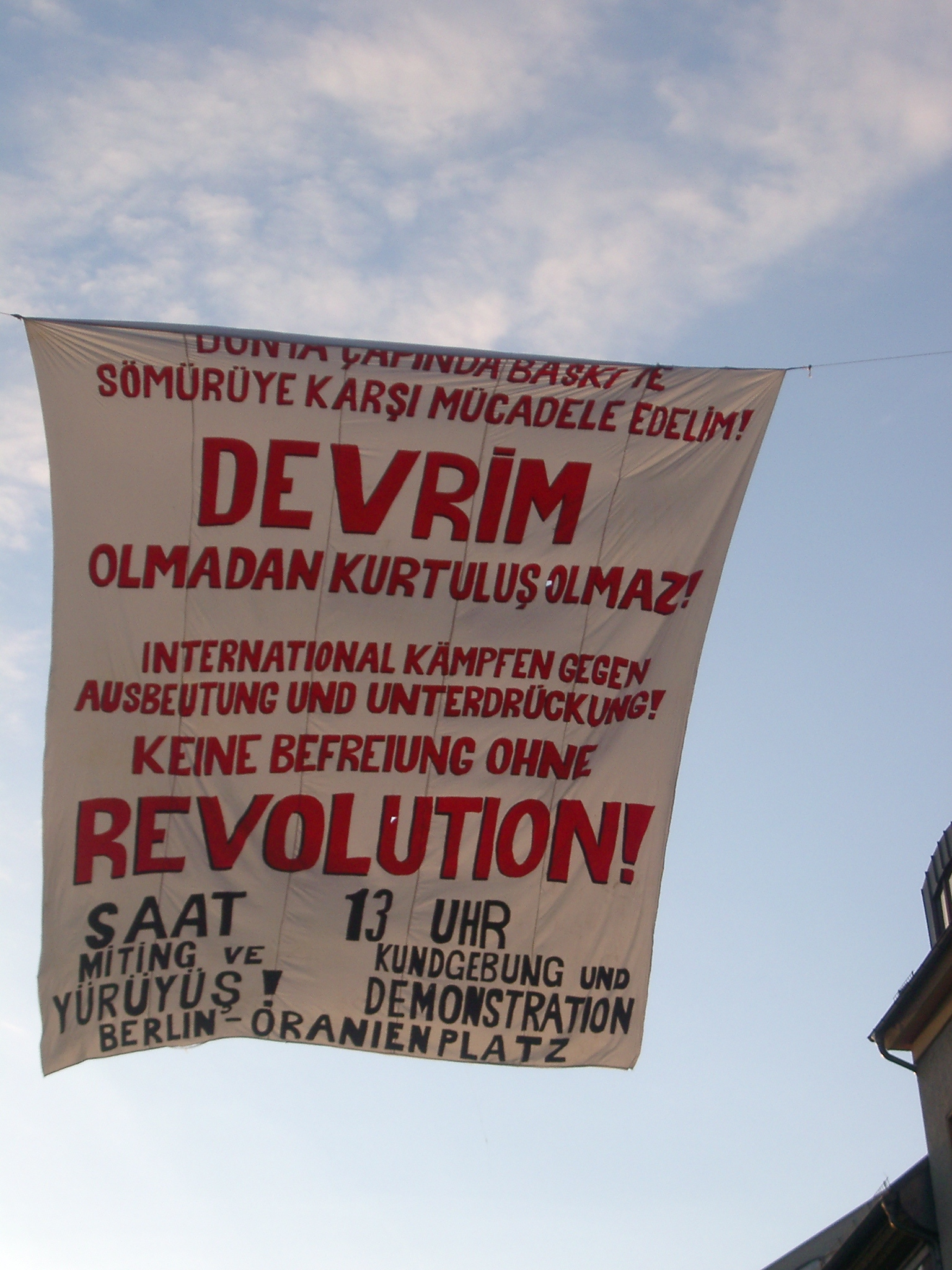
Transparent zur 13-Uhr-Demonstration 2007 in der Oranienstraße

Während der Krawalle am 1. Mai 2009 am Kottbusser Tor

Die Revolutionären 1. Mai-Demonstrationen in den Jahren 1991, 1992 und 1993 waren durch Konflikte über das Ost-West-Verhältnis und der Haltung zu stalinistischen bzw. marxistisch-leninistisch orientierten Gruppen geprägt. Der Konflikt über das Ost-West-Verhältnis machte sich insbesondere an der Frage der Route fest: Während 1991 und 1993 die Demonstration von Kreuzberg aus in die Ost-Berliner Bezirke führte (1991 nach Friedrichshain; 1993 nach Prenzlauer Berg), ging die Demonstration 1992 durch die westlichen Bezirke Kreuzberg und Neukölln sowie den östlichen Bezirk Mitte.
Der Konflikt zwischen undogmatisch-autonomen Gruppen und dem marxistisch-leninistischen Revolutionary International Movement (RIM) eskalierte. Es kam in den drei Jahren zu körperlichen Auseinandersetzungen, bei denen einige Personen schwer verletzt und der Lautsprecherwagen der RIM zerstört wurde. Während die RIM in den Jahren 1991 und 1992 trotzdem an der Demonstration teilnehmen konnte, wurde sie 1993 nach kurzer Zeit aus der Demonstration gedrängt. Trotz dieser Konflikte nahmen in den drei Jahren jeweils zwischen 10.000 und 15.000 Personen an den Revolutionären 1. Mai-Demonstrationen teil. Im Jahr 1994 führte der Konflikt schließlich zum Zerfall des Revolutionären 1. Mai: Während die RIM seitdem jedes Jahr eine eigenständige Demonstrationen um 13 Uhr am Oranienplatz mit 1000–2000 Teilnehmern durchführt, organisierten undogmatisch-autonome Gruppen 1994 und 1995 keine Demonstration. Stattdessen organisierte 1994 die Kreuzberger Spaßpartei Kreuzberger Patriotische Demokraten/Realistisches Zentrum (KPD/RZ) am Abend eine Demonstration unter dem Motto „Gegen nächtliche Ruhestörung und sinnlose Gewalt“, an der 2.500 Personen teilnahmen. Ostern 1995 wurde u. a. als Reaktion auf die Krise des Revolutionären 1. Mai in Berlin der Autonomie-Kongress durchgeführt.
Eine Wieder- bzw. Neubelebung des Revolutionären 1. Mai wurde 1996 insbesondere durch die Antifaschistische Aktion Berlin (AAB) betrieben. Aufgrund der Konflikte Anfang der 1990er Jahre organisierte das undogmatisch-autonome Spektrum getrennt von der RIM eine eigene Revolutionäre 1.-Mai-Demonstration. An dieser beteiligten sich in den folgenden Jahren regelmäßig zwischen 8.000 und 15.000 Personen. 1996 und 1998 führte sie durch den Ost-Berliner Ortsteil Prenzlauer Berg, damals einer beliebten Wohngegend der radikalen Linken. In den anderen Jahren begann sie in Kreuzberg und endete teilweise in Mitte. 1998 wurde der Beginn der Demonstration erstmals auf 18 Uhr verlegt. Grund war das Ermöglichen der Teilnahme an den Aktionen gegen den Naziaufmarsch am 1. Mai in Leipzig. Seitdem findet sie regelmäßig um 18 Uhr statt.
1999 setzte man erstmals Anti-Konflikt-Teams aus speziell geschulten Polizeibeamten ein, die deeskalierend wirken sollen. Das Konzept erwies sich als erfolgreich und wurde später für andere Veranstaltungen und in andere Bundesländer übernommen.

## Seit 2000
2001 wurde die Revolutionäre 1. Mai-Demonstration um 18 Uhr zum ersten und bisher einzigem Male polizeilich verboten. Nach Beendigung der Demonstration um 13 Uhr kam es in Kreuzberg zu mehreren spontanen Aufzügen. Die Räumung des Straßenfestes auf dem Mariannenplatz führte zu heftigen Straßenschlachten am Abend. Bereits 1998 und 2000 waren Teile der Route per Auflage untersagt worden.
Als Reaktion auf die Ereignisse 2001 schlug ein Bündnis um den FU-Professor Peter Grottian 2002 das Konzept „Denk Mai Neu“ vor. Dieses sah vor, in SO 36 „ein großes Fest mit Diskussions-, Informations- und Kulturveranstaltungen an allen Straßenecken stattfinden“ zu lassen. Gleichzeitig solle sich die Polizei vollständig aus dem Bereich zurückziehen. Die Pläne stießen auf heftige Kritik eines Teils der radikalen Linken. Die Beteiligung der AAB an dem Konzept führte zur Spaltung des Vorbereitungskreises Revolutionären 1. Mai-Demonstration um 18 Uhr. In der Folge fanden – neben der 13-Uhr-Demonstration – zwei Demonstrationen statt. Auch 2003 kam es u. a. in Folge der Spaltung der AAB zu zwei getrennten Demonstrationen.
Seit 2003 versucht die Polizei Ausschreitungen entgegenzuwirken, indem sie alternative Veranstaltungen fördert. Diese Vorgehensweise ist Teil des 1999 erstmals umgesetzten Aha-Konzeptes, welche unter anderem das alljährliche Kreuzberger Straßenfest Myfest unterstützt. Das Myfest findet im traditionellen Zentrum der Ausschreitungen in SO 36 statt und soll diese durch die Anwesenheit zehntausender friedlicher Besucher im Keim ersticken, in den letzten Jahren offenbar mit einigem Erfolg. Die Intensität der Gewalt hat deutlich abgenommen. Gleichwohl kommt es nach wie vor in jedem Jahr zumindest zu kleineren Ausschreitungen im Umfeld des Myfestes. Von den Organisatoren der Revolutionären 1.-Mai-Demonstrationen wird das Myfest als Instrument zur Befriedung der sozialen Konflikte und zur Unterbindung der linksradikalen Demonstrationen kritisiert. Räumliche Überschneidungen der Demonstrationen mit dem Myfest führten teilweise zu Verboten einiger Abschnitte der angemeldeten Demonstrationsrouten. 2005 und 2006 wurden die Demonstrationen um 18 Uhr von den Veranstaltern daher abgesagt, da sie die räumlichen Auflagen als nicht hinnehmbar ansahen. In der Folge bildeten sich in beiden Jahren spontane Demonstrationen. Seit 2012 findet im Vorfeld der 18-Uhr-Demonstration regelmäßig eine öffentlich mobilisierte, jedoch nicht angemeldete Demonstration durch das Myfest zum Startpunkt der 18-Uhr-Demonstration statt.
Seit 2007 finden wieder regelmäßig angemeldete Revolutionäre 1. Mai-Demonstrationen statt. Die Anzahl der Teilnehmer stieg kontinuierlich und erreichte 2014 mit 19.000 (Angaben der Polizei) bzw. 25.000 (Angaben der Veranstalter) Personen ihren Höchststand. Die Intensität der Ausschreitungen nimmt gleichzeitig kontinuierlich ab. Zuletzt war es 2009 zu massiven Angriffen auf die Polizei aus dem Demonstrationszug heraus gekommen.
Am 1. Mai 2020 während der COVID-19-Pandemie versammelten sich mehrere tausend Menschen ohne Genehmigung. Sie folgten einem Aufruf der Initiative Revolutionärer 1. Mai. Mit Straßensperren wurden von 5000 Polizeibeamten Demonstrationszüge verhindert. Es kam zu Rangeleien zwischen Polizei und den Demonstranten, dem Zünden von Pyrotechnik, leichten Verletzungen und 50 Festnahmen.
2021 kam es am 1. Mai abends bei einer Demo unter dem Motto „Streiken, besetzen, enteignen – Kapitalismus überwinden“ zu Ausschreitungen, nachdem der schwarze Block wegen Verstößen gegen die Corona-Schutzmaßnahmen von der Polizei ausgeschlossen wurde. An der Spitze des Kundgebungszuges wurden aus einer Gruppe heraus antisemitische und israelfeindliche Parolen gerufen. Flaschen und Steine wurden geworfen sowie Papiercontainer und Müllbehälter in Brand gesetzt. Nach vorläufigen Zahlen wurden laut Polizeiangaben mindestens 30 Polizisten verletzt und 240 Personen festgenommen.
2024 galt weithin als vorläufiges Ende der traditionellen revolutionären 1.-Mai-Demonstration. Zwar liefen noch 12.000 Menschen weitgehend friedlich durch die Berliner Bezirke Kreuzberg-Friedrichshain und Neukölln, allerdings nicht mehr als linksautonom dominierte, kapitalismuskritische, sondern weitgehend inhaltsleere Kundgebung „in Solidarität mit den Menschen in Gaza“ mit vereinzelten antisemitischen Sprechchören.
Im folgenden Jahr 2025 änderte sich das Bild durch den erstmaligen Aufruf von Antifagruppen seit vier Jahren etwas, die Spitze des Zuges von Neukölln und Kreuzberg bestehend aus 15.000–18.000 Personen wurde laut Polizei weiterhin von einem Block linker, pro-palästinensischer Teilnehmern mit propalästinensischen Sprechchören, antisemitischen und polizeifeindlichen Parolen gebildet, doch ganz am Ende sollte zusätzlich ein Block von eher israelfreundlichen Linken und Linksradikalen ziehen. Zu Beginn wurde ein Grußwort von Daniela Klette verlesen, in dem sie bei verhaltenem Applaus den Kapitalismus, einen „Völkermord an der palästinensischen Bevölkerung“ durch Israel und deutsche Waffenlieferungen an die Ukraine verurteilte.

## Einordnung in andere linksradikale Aktivitäten am 1.Mai
Auch in anderen deutschen Städten führen Linksradikale revolutionäre 1.-Mai-Demonstrationen durch oder organisieren einen revolutionären Block in den 1.-Mai-Demonstrationen des DGB. Zeitweise fand in Berlin parallel der EuroMayDay statt. Die Organisatoren erhofften sich durch die Anknüpfung an diese europäische Bewegung der Prekarisierten eine Modernisierung der linksradikalen Aktivitäten am Tag der Arbeit. Bereits 2005 fand der erste EuroMayDay innerhalb Deutschlands in Hamburg statt.
Spätestens seit 1998 ist die Gegenmobilisierung zu rechtsextremen Demonstrationen der NPD und ihrer Jugendorganisation Junge Nationaldemokraten (JN) bzw. der Freien Kameradschaften, die seit 1992 (verstärkt seit 1996/1997) ebenfalls versuchen, den Tag der Arbeit politisch zu besetzen, zu einem wichtigen Handlungsfeld insbesondere der (autonomen) Antifa-Bewegung geworden. So lag zum Beispiel 2008 ein Schwerpunkt linksradikaler Aktivitäten am 1. Mai in der Verhinderung eines neonazistischen Aufmarsch in Hamburg. Die Revolutionäre 1.-Mai-Demonstration des undogmatischen Spektrums findet daher seit 1998 erst um 18 Uhr statt, um eine Teilnahme sowohl an den antifaschistischen Protesten als auch an der Demonstration zu ermöglichen.

## Filme
- 1. Mai – Helden bei der Arbeit (Kinofilm aus dem Jahr 2008)
- Berliner Mai festspiele (Dokumentarfilm aus dem Jahr 2004)